# Episodi di Lois & Clark - Le nuove avventure di Superman (prima stagione)
La prima stagione della serie televisiva Lois & Clark - Le nuove avventure di Superman è composta da 22 episodi ed è andata in onda negli Stati Uniti dal 12 settembre 1993 all'8 maggio 1994.
| nº | Titolo originale              | Titolo italiano            | Prima TV USA      | Prima TV Italia |
| -- | ----------------------------- | -------------------------- | ----------------- | --------------- |
| 1  | Pilot (Part 1)                | Pilota (prima parte)       | 12 settembre 1993 | 1995            |
| 2  | Pilot (Part 2)                | Pilota (seconda parte)     | 12 settembre 1993 | 1995            |
| 3  | Strange Visitor               | Strano visitatore          | 26 settembre 1993 | 1995            |
| 4  | Neverending Battle            | Battaglia senza fine       | 3 ottobre 1993    | 1995            |
| 5  | I'm Looking Through You       | Ti vedo attraverso         | 10 ottobre 1993   | 1995            |
| 6  | Requiem for a Superhero       | Requiem per dei supereroi  | 17 ottobre 1993   | 1995            |
| 7  | I've Got a Crush on You       | Incendi                    | 24 ottobre 1993   | 1995            |
| 8  | Smart Kids                    | Ragazzini intelligenti     | 31 ottobre 1993   | 1995            |
| 9  | The Green, Green Glow of Home | Ritorno a casa             | 14 novembre 1993  | 1995            |
| 10 | The Man of Steel Bars         | L'uomo venuto dallo spazio | 21 novembre 1993  | 1995            |
| 11 | Pheromone, My Lovely          | Profumo incantatore        | 28 novembre 1993  | 1995            |
| 12 | Honeymoon in Metropolis       | Luna di miele a Metropolis | 12 dicembre 1993  | 1995            |
| 13 | All Shook Up                  | Minaccia dal cielo         | 2 gennaio 1994    | 1995            |
| 14 | Witness                       | La testimone               | 9 gennaio 1994    | 1995            |
| 15 | Illusions of Grandeur         | Il rapimento               | 23 gennaio 1994   | 1995            |
| 16 | The Ides of Metropolis        | Allarme nazionale          | 6 febbraio 1994   | 1995            |
| 17 | The Foundling                 | Origini svelate            | 20 febbraio 1994  | 1995            |
| 18 | The Rival                     | La rivale                  | 27 febbraio 1994  | 1995            |
| 19 | Vatman                        | Superman contro Superman   | 13 marzo 1994     | 1995            |
| 20 | Fly Hard                      | Ostaggi al Daily Planet    | 27 marzo 1994     | 1995            |
| 21 | Barbarians at the Planet      | Delusione d'amore          | 1º maggio 1994    | 1995            |
| 22 | The House of Luthor           | L'impero di Luthor         | 8 maggio 1994     | 1995            |

## Pilota (prima parte)
- Titolo originale: Pilot (Part 1)
- Diretto da: Robert Butler
- Scritto da: Deborah Joy LeVine

### Trama
Clark Kent, ragazzo dai modi gentili arriva a Metropolis, in cui diventa un reporter del Daily Planet, grande quotidiano in cui lavora l'aggressiva giornalista Lois Lane, e crea la sua identità segreta di Superman.
- Altri interpreti: Elizabeth Barondes (Lucy Lane), Gerry Black (Head Colonist), Margaret Blye (mrs. Platt).

## Pilota (seconda parte)
- Titolo originale: Pilot (Part 2)
- Diretto da: Robert Butler
- Scritto da: Deborah Joy LeVine

### Trama
Superman affronta la sua prima sfida: fermare Lex Luthor che intende sabotare il progetto della Stazione Spaziale Prometeo.
- Altri interpreti: Elizabeth Barondes (Lucy Lane), Gerry Black (Head Colonist), Margaret Blye (mrs. Platt).

## Strano visitatore
- Titolo originale: Strange Visitor (From Another Planet)
- Diretto da: Randall Zisk
- Scritto da: Bryce Zabel

### Trama
Superman scopre le sue radici. Un certificato falso spinge Clark a dimostrare le sue origini aliene e verso un losco agente federale che vuole Superman morto.
- Altri interpreti: Elizabeth Barondes (Lucy Lane), Joseph Campanella (George Thompson), George Murdock (Burton Newcomb), Terence Knox (Jason Trask).

## Battaglia senza fine
- Titolo originale: Neverending Battle
- Diretto da: Gene Reynolds
- Scritto da: Dan Levine

### Trama
Per verificare quanto è forte e veloce Superman, Lex Luthor pianifica una serie di emergenze in vari punti di Metropolis per fare entrare in azione l'uomo d'acciaio.
- Altri interpreti: Elizabeth Barondes (Lucy Lane), Roy Brocksmith (Floyd), Mary Crosby (Monique), Tony Jay (Nigel St. John).

## Ti vedo attraverso
- Titolo originale: I'm Looking Through You
- Diretto da: Mark Sobel
- Scritto da: Deborah Joy LeVine

### Trama
Uno scienziato di scarse fortune che ha inventato gli abiti che rendono invisibili diventa il Robin Hood di Metropolis. Poi degli imbroglioni trafugano alcuni di questi abiti, rubano ai ricchi e si tengono il bottino.
- Altri interpreti: Jim Beaver (Henry Barnes), Jack Carter (Murray Brown), Patrika Darbo (Hélène Morris), Yolanda Gaskins (Linda Montoya).

## Requiem per dei supereroi
- Titolo originale: Requiem for a Superhero
- Diretto da: Randall Zisk
- Scritto da: Robert Killebrew

### Trama
Cyborg contro Superman. Lois e Clark si trovano a lavorare insieme su una faccenda di un certo peso: promoter di incontri truccati con una scuderia di pugili bionici; e il medico che ha creato le macchine umanoidi è il padre di Lois.
- Altri interpreti: Denis Arndt (dott. Sam Lane), John LaMotta (Allie Dinello), Matt Roe (Max Menken).

## Incendi
- Titolo originale: I've Got a Crush on You
- Diretto da: Gene Reynolds
- Scritto da: Thania St. John

### Trama
Vestita di piume (e poco altro), Lois sale sul palcoscenico per indagare su una serie di incendi in un locale notturno. Ma Lois viene messa in ombra dal nuovo barista: Clark, deciso a prendere in mano la storia e a congelare gli incendiari.
- Altri interpreti: Gregg Daniel (conduttore del telegiornale), Alexander Enberg (primo incendiario), David DeLuise (secondo incendiario).

## Ragazzini intelligenti
- Titolo originale: Smart Kids
- Diretto da: Robert Singer
- Scritto da: Dan Levine

### Trama
Con il sostegno finanziario di Lex Luthor, uno scienziato pazzo distribuisce a degli orfani una pozione che incrementa l'intelligenza. Ma i ragazzi fuggono e usano i loro poteri cerebrali per sconvolgere Metropolis.
- Altri interpreti: Michael Cavanaugh (dott. Carlton), Jonathan Hernandez (Dudley), Emily Ann Lloyd (Inez), Ralph P. Martin (Cabbie), Scott McAfee (Phillip), Courtney Peldon (Amy Valdez).

## Ritorno a casa
- Titolo originale: The Green, Green Glow of Home
- Diretto da: Les Landau
- Scritto da: Bryce Zabel

### Trama
Lois e Clark indagano su una vicenda sospetta che coinvolge l'Agenzia di protezione dell'ambiente a Smallville. Ma non sono tossine create dall'uomo quello che gli agenti federali stanno cercando, bensì un pezzo di kryptonite, la sostanza che può sottrarre a Superman i suoi poteri o persino la sua vita.
- Altri interpreti: Joleen Lutz (sceriffo Rachel Harris), Jerry Hardin (Wayne Irig), L. Scott Caldwell (Carol Sherman), Terence Knox (Jason Trask).

## L'uomo venuto dallo spazio
- Titolo originale: The Man of Steel Bars
- Diretto da: Robert Butler
- Scritto da: Paris Qualles

### Trama
Quando in pieno inverno Metropolis viene investita da un'anomala ondata di calore, i cittadini incolpano i poteri di Superman, il quale decide di lasciare la città per salvarla e permettere a Lois di indagare sulla vera ragione di quel caldo.
- Altri interpreti: Sonny Bono (sindaco Frank Berkowitz), Scott Burkholder	(carcerato), Rosalind Cash (giudice Angela Diggs), Richard Fancy (dott. Saxon), Tony Jay (Nigel St. John).

## Profumo incantatore
- Titolo originale: Pheromone, My Lovely
- Diretto da: Bill D'Elia
- Scritto da: Deborah Joy LeVine

### Trama
Miranda, una ex amante di Lex Luthor, porta avanti il proprio piano spruzzando sui dipendenti del Daily Planet un profumo seducente. Le conseguenze: Jimmy corteggia una modella, Perry White s'innamora della donna delle pulizie e Lois va su di giri per Clark.
- Guest star: Morgan Fairchild (Miranda).
- Altri interpreti: Jeff Austin (Phil), Conrad Goode (Hans).

## Luna di miele a Metropolis
- Titolo originale: Honeymoon in Metropolis
- Diretto da: James A. Contner
- Scritto da: Dan Levine

### Trama
Lois e Clark si registrano nella suite luna di miele. Sono in incognito, sulle tracce di un membro del Congresso disonesto e un trafficante d'armi internazionale che minacciano la sicurezza nazionale.
- Altri interpreti: Charles Cyphers (Thaddeus Roarke), Charles Frank (Ian Harrington, membro del Congresso).

## Minaccia dal cielo
- Titolo originale: All Shook Up
- Diretto da: Félix Enríquez Alcalá
- Scritto da: Bryce Zabel e Jackson Gillis

### Trama
Quando Superman raggiunge lo spazio esterno per distruggere un asteroide che sta precipitando verso la Terra, riceve un colpo tremendo e perde la memoria.
- Altri interpreti: Richard Belzer (ispettore Henderson), Matt Clark (barbone), Rick Fitts (Frank Madison).

## La testimone
- Titolo originale: Witness
- Diretto da: Mel Dansky
- Scritto da: Bradley Moore

### Trama
Uno scienziato eccentrico viene ucciso e Lois è l'unica testimone. Ma l'assassino è deciso a impedire che Lois viva abbastanza a lungo per raccontare la sua storia.
- Guest star: Elliott Gould (Vincent Winninger).
- Altri interpreti: Julie Araskog (giornalista), Richard Belzer (ispettore Henderson), Charlie Dell (dott. Hubert), Brian George (mr. Tracewski).

## Il rapimento
- Titolo originale: Illusions of Grandeur
- Diretto da: Michael Watkins
- Scritto da: Thania St. John

### Trama
Un sequestratore dotato di poteri magici rapisce ragazzini e chiede un riscatto ai loro ricchi genitori. Superman è al lavoro, fino a che il mago ipnotizza l'Uomo d'Acciaio, facendogli scambiare il bene con il male.
- Altri interpreti: Vince Brocato (fioraio), Stephen Burleigh (mr. Moskal), Adrienne Hampton (mrs. Moskal), Marietta DePrima (Constance), Penn Jillette (Darrin Romick).

## Allarme nazionale
- Titolo originale: The Ides of Metropolis
- Diretto da: Philip J. Sgriccia
- Scritto da: Deborah Joy LeVine

### Trama
Lois condivide il suo appartamento con un condannato per omicidio in fuga che ritiene innocente. E Clark ha un nuovo compagno di stanza: suo padre Jonathan, che teme che la moglie Martha stia avendo una relazione con un uomo più giovane.
- Altri interpreti: Ben Bolock (Ben), Richard Gant (giudice), Paul Gleason (Henry Harrison), Tony Jay (Nigel St. John).

## Origini svelate
- Titolo originale: Foundling
- Diretto da: Bill D'Elia
- Scritto da: Dan Levine

### Trama
Una strana sfera di cristallo che Clark ha prelevato dai rottami di una navicella spaziale comincia a proiettare messaggi dei suoi genitori provenienti da Krypton. Poi un ladro ruba la sfera e la vende a Lex Luthor.
- Altri interpreti: Richard Belzer (ispettore Henderson), Robert Costanzo (Louie), Chris Demetral (Jack), Tony Jay (Nigel St. John), David Warner (Jor-El), Eliza Roberts (Lara).

## La rivale
- Titolo originale: The Rival
- Diretto da: Michael Watkins
- Scritto da: Tony Blake e Paul Jackson

### Trama
Improvvisamente il Metropolis Star arriva sulle notizie prima del Daily Planet, e la giornalista dello Star, Linda King, arriva prima della sua vecchia rivale in amore e lavoro, Lois Lane. Mentre Lois ha un crollo emotivo, Clark cerca di capire come fa lo Star ad aggiudicarsi tutti gli scoop.
- Guest star: Dean Stockwell (Preston Carpenter), Nancy Everhard (Linda King).
- Altri interpreti: Kevin Cooney (Wallace), Bo Jackson (se stesso), Tonja Kahlens (giornalista).

## Superman contro Superman
- Titolo originale: Vatman
- Diretto da: Randall Zisk
- Scritto da: H.B. Cobb e Deborah Joy LeVine

### Trama
Superman scopre che in città c'è un nuovo cattivo molto potente: Superman. Lex Luthor crea un clone di Superman con tutti i suoi poteri e un unico scopo: distruggere il vero Uomo d'Acciaio.
- Altri interpreti: Ira Heiden (Messenger), Tonja Kahlens (giornalista), Michael McKean (dott. Fabian Leek)

## Ostaggi al Daily Planet
- Titolo originale: Fly Hard
- Diretto da: Philip J. Sgriccia
- Scritto da: Thania St. John

### Trama
La tensione sale quando alcuni terroristi prendono in ostaggio i dipendenti del Daily Planet e Lex. Clark non può utilizzare i suoi superpoteri senza rivelare la propria identità o mettere gli altri in pericolo.
- Guest star: Robert Beltran (Fuentes).
- Altri interpreti: Chris Demetral (Jack), Alexandra Hedison (Remy), Lisa Dawnell James (giudice Ryan), Macon McCalman (Willie).

## Delusione d'amore
- Titolo originale: Barbarians at the Planet[1].
- Diretto da: James R. Bagdonas
- Scritto da: Dan Levine e Deborah Joy LeVine

### Trama
Lois accetta di diventare la sposa di Lex Luthor dopo che il genio del male ha acquistato il Daily Planet, persino dopo che Clark si è dichiarato a lei.
- Altri interpreti: Barbara Beck (Sandra Ellis - LNN News), Chris Demetral	(Jack), Castulo Guerra (Steven Sanchez), Beverly Johnson (mrs. Cox).

## L'impero di Luthor
- Titolo originale: The House of Luthor[1]
- Diretto da: Alan J. Levi
- Scritto da: Deborah Joy LeVine e Dan Levine

### Trama
Mentre Lois si prepara al matrimonio, Clark, Perry, Jimmy e Jack usano le loro capacità investigative per scoprire qual è stata la vera causa dell'esplosione al Daily Planet.
- Guest star: James Earl Jones (Franklin Stern).
- Altri interpreti: Richard Belzer (ispettore Henderson), Phyllis Coates (Ellen Lane), Chris Demetral (Jack), Beverly Johnson (mrs. Cox).